# Alfredo Fierro
Alfredo Fierro Bardají (Soria, 3 de octubre de 1936) es un profesor universitario y escritor español. A su docencia e investigación en psicología la han precedido y acompañado estudios sobre cristianismo y religión, así como ensayos sobre la condición humana desde un enfoque a la vez científico y moral.

## Biografía
Doctor en Teología y en Filosofía y Letras (Psicología) ha publicado en ambos campos. Profesor y director de estudios en el Seminario de Zaragoza, luego en el Instituto Universitario de Teología de Madrid, desarrolla docencia universitaria como profesor de Psicología de la Personalidad, primero en la Universidad de Salamanca y después en la Universidad de Málaga, en cuya Facultad de Psicología obtiene la cátedra. Entre 2001 y 2006 es Decano de esta Facultad. Entre 1987 y 1993, en el Ministerio de Educación, colabora en tareas de la Reforma educativa plasmada en la Ley de 1990.

## Trayectoria intelectual
La teología de Fierro, no dogmática, adopta el enfoque ilustrado y liberal de algunos teólogos reformados del siglo XIX, y se tiñe del talante existencial de teólogos [Evangélico|evangélicos] contemporáneos como Rudolf Bultmann y Paul Tillich. Esa teología inicial se hace crecientemente crítica hasta mudarse en crítica de la teología. Pasa entonces Fierro a un estudio aconfesional del cristianismo y del hecho religioso: en Sobre la religión (1979) y en Teoría de los cristianismos (1981), Fierro ha expuesto y razonado su abandono de la teología en Memoria de un éxodo: desde un pensamiento crítico a una ciencia objetiva de la persona, publicado en un monográfico de la revista «Anthropos» (n.º, 161, 1994), dedicado a su obra. A cristianismo y religión ha seguido dedicando una atención permanente hasta el amplio estudio histórico Después de Cristo (2012), un ajuste de cuentas con la tradición cristiana. 

Como profesor universitario, el grueso de su obra se atiene a una ciencia objetiva del comportamiento y de la persona, una “psicología de la acción”, bajo supuestos epistemológicos alejados tanto del conductismo como del psicoanálisis. En ese ámbito, aparte de libros y capítulos de libros, algunos de ellos con propósito docente, ha escrito numerosos informes de investigación en particular sobre la personalidad sana, madura, a la que caracteriza por la capacidad de gestionar su propia vida en orden a la experiencia feliz de un buen vivir.

En el último decenio, ha publicado Fierro obras de ensayo filosófico con base en las ciencias antroposociales. En sendos libros, Heterodoxia (2006) y Humana ciencia (2011), ha sustentado dos tesis contrapuestas aunque complementarias: que el “logos” verdadero pasa a través del “logos” ajeno, del pensamiento “otro”, del diálogo; y que la ciencia proporciona el mejor conocimiento de lo humano, sin que esto autorice a ignorar otras formas no científicas de conocer, como la filosofía. De ahí su defensa, por un lado, de las ideas alternativas, heterodoxas; y, por otro, la necesidad de pasar del ensayismo sólo imaginativo o reflexivo a un conocimiento bien fundamentado en la ciencia.

## Premios y reconocimientos
- Reconocimiento del Colegio de Psicólogos de Andalucía Oriental a su labor profesional (1995)[8]
- Medalla de Oro de Aragón a los Valores Humanos (2002)
- Premio Fray Luis de León, modalidad Ensayo, Junta de Castilla y León (2005), por su obra Heterodoxia[9][10]
- Gran Cruz de Alfonso X el Sabio (Consejo de Ministros y Real Decreto de 22 de junio de 2007)[11]
- Premio Trayectoria Profesional del Instituto Universitario de Integración en la Comunidad, Universidad de Salamanca (2008)[12]
- Han dedicado a su obra sendos números monográficos las revistas Anthropos (n.º, 161, 1994)[13] sobre su itinerario intelectual, y Encuentros en Psicología social (2010)[14] sobre su investigación y producción en psicología.

## Publicaciones
Religión y cristianismo
- La fe y el hombre de hoy. Madrid: Cristiandad, 1970.
- Teología: punto crítico. El positivismo teológico. Pamplona: Dinor, 1971.
- El proyecto teológico de Teilhard de Chardin. Salamanca: Sígueme, 1971.
- La fe contra el sistema. Estudios de teología política. Estella (Navarra): Verbo Divino, 1972.
- El crepúsculo y la perseverancia. Ensayo sobre la conciencia cristiana. Salamanca: Sígueme, 1973.
- La imposible ortodoxia. Salamanca: Sígueme.
- El evangelio beligerante. Introducción crítica a las teologías políticas. Estella (Navarra): Verbo Divino, 1975, 525 p.
- Sobre la religión. Descripción y teoría. Madrid: Taurus, 1979.
- Presentación de la teología. Barcelona: Laia, 1980.
- El hecho religioso. Barcelona: Salvat, 1981.
- Teoría de los cristianismos. Estella (Navarra): Verbo Divino, 1982.
- El hecho religioso en la Educación Secundaria: una educación laica para la tolerancia. Barcelona: Horsori, 1997.
- Después de Cristo. Madrid: Trotta, 2012.
- La religión a examen. Barcelona: Anthropos, 2017.
- A un dios que pueda oír.. Barcelona: Anthropos, 2019.
- Conversación en el atrio. Madrid: Huerga y Fierro, 2019.
- El devenir de una ilusión : la religión en quiebra. Madrid: Huerga y Fierro, 2024

Psicología
- Personalidad, sistema de conductas. México: Trillas, 1983.
- Para una ciencia del sujeto. Investigación de la persona(lidad). Barcelona: Anthropos, 1993.
- Manual de Psicología de la personalidad. Barcelona: Paidós, 1996.
- Sobre la vida feliz. Archidona: Aljibe, 2000.
- Personalidad, persona, acción: un tratado de psicología. Madrid: Alianza, 2002.
- Antropología comportamental y psicología de la acción. Barcelona: Anthropos, 2018.
- Psicología, área metropolitana. Málaga: Genal, 2019.
- Senectud. Madrid: Huerga y Fierro, 2021.
- Páginas para educadores. Madrid: PPC, 2025.

Filosofía/ensayo
- Conocerse a uno mismo: examinado sin autocomplacencia. Málaga: Universidad de Málaga, 1993.
- Heterodoxia. Valladolid: Junta de Castilla y León, 2006.
- Humana ciencia. Del ensayo a la investigación en la Edad Moderna. Barcelona: Anthropos, 2011.
- Hojas de álbum. Málaga: Genal, 2025.

Relatos
- Historias de Dios. Barcelona: Laia, 1981.
- Hijas de Eva. Madrid: Endymión, 2012.
- Historias del dios. Barcelona: Anthropos, 2016.
- Cuenta atrás. Málaga: Etc, el toro celeste, 2017.
- Leyendas ejemplares. Málaga: Etc, el toro celeste, 2014.

## Otras publicaciones
- El cuidado de sí mismo y la personalidad sana
- El buen vivir: su examen filosófico
- El Derecho a Ser Hombres
- Militant Gospel: A Critical Introduction to Political Theologies
- The Militant Gospel: An Analysis Of Contemporary Political Theologies
- Manual de psicología de la personalidad
- Conocerse a Uno Mismo: Examinado Sin Autocomplacencia

## Publicaciones y referencias acerca de Alfredo Fierro
- Horacio Santiago Otero y Feliciano Blázquez, Panorama actual de la Teología española. Fundación Universitaria Española, Madrid 1974, páginas 121 a 136.
- Juan José Abad y Carlos Díaz, Historia de la filosofía. Barcelona: McGraw-Hill, 1997. Tema 20: El pensamiento posmoderno.
- Monográfico de Anthropos número, 161 (1994): Alfredo Fierro, desde un pensamiento crítico a una ciencia objetiva de la persona.
- Diccionario de filósofos españoles, addenda 8, Hombres y documentos de la filosofía española (editor: Antonio Heredia), Consejo Superior de Investigaciones Científicas, Madrid 2013 (en prensa).
- Blog Cristianismo e Historia, comentario de la obra de Alfredo Fierro “Después de Cristo”
- Comentario de «Personalidad, persona, acción», de Alfredo Fierro
- El hecho religioso; Alfredo Fierro Bardají
- "Reseñas" Blog sobre libros de Tendencias21 (Después de Cristo)